# Michael Volland
Michael Volland (* 1528 in Grüningen, heute Markgröningen; † nach 1575) entstammte einem reichen schwäbischen Patriziergeschlecht und wurde nach seinem Jurastudium Prokurator am Reichskammergericht und General-Fiskal des Reiches zu Speyer. Für seine Verdienste wurde er vom Kaiser geadelt und zum Hofpfalzgrafen erhoben.

## Herkunft
Michael Volland junior wurde 1528 in Grüningen geboren. Sein gleichnamiger Vater Michael (1494–1558) zählte bei der „Schatzung“ zur Türkensteuer (1545) zu den reichsten Bürgern Grüningens und bekleidete hier von 1537 bis 1551 und danach in Waiblingen das Amt des herzoglichen Vogts. Sein Großvater war der reiche Grüninger Händler und Vogt Philipp Volland (1472–1537), der von 1520 bis 1534 im Exil verweilte und dabei die Stelle eines badischen Schultheißen in Pforzheim bekleidete. Sein Großonkel war Ambrosius Volland, früherer Kanzler des Herzog Ulrichs von Württemberg, der im Exil als kaiserlicher Rat zum Hofpfalzgrafen erhoben wurde. Sein Onkel Caspar Volland wurde Professor des Rechts – 1545 auch Rektor – an der Universität Tübingen und Beisitzer am württembergischen Hofgericht.

## Berufliche Laufbahn
Michael immatrikulierte sich am 27. Mai 1544 als „Michaël Volland Gröningensis“ an der Universität Tübingen, wurde im Juli 1549 zum Magister Artium und im September 1554 zum Doktor beider Rechte promoviert. Darauf wurde er kaiserlicher Rat und ab etwa 1556 Prokurator am Reichskammergericht zu Speyer. Dort führte er im gleichen Jahr als Anwalt des Juden Löb von Derenburg dessen Prozess gegen den Kurfürsten Joachim II. von Brandenburg, der Löb von Derenburg wegen vermeintlicher Forderungen im Gefängnis zu Berlin festhielt, obwohl dieser zuvor einen Schutzbrief erhalten hatte.
Nach dem Ableben des Grüninger „Altvogts“ Martin Volland, des letzten „Chefs“ des Hauses vor Ort, übereignete Michael Volland 1560 die von seiner Urgroßmutter Elisabeth Lyher gestiftete Volland-Pfründe in der Bartholomäuskirche seiner Heimatstadt. Die Pfründen-Erlöse hatten zahlreichen Söhnen des Geschlechts das Studium finanziert.
Möglicherweise zog er danach nach Weißenburg oder Straßburg. Denn an der Universität Tübingen immatrikulierten sich am 3. Juli 1574 ein „Michael Vollandt Weyssenburgensis“ und am 1. Oktober 1576 ein „Michael Volland Argentinensis“ (aus Straßburg), die beide ein gleichnamiger Sohn gewesen und in seine Fußstapfen getreten sein könnten. Am 21. April 1580 folgte dann noch ein „Beatus Vollandt Argentinensis“.
Als Prokurator am Reichskammergericht führte Michael Volland vor allem Prozesse in Angelegenheiten der Reichssteuern. Maßgeblich beteiligt war er in den Prozessen gegen den Herzog von Jülich, Kleve und Berg und die Stadt Duisburg (1563) sowie gegen die Stadt Soest. Weiterhin war er als solcher in Forderungen an den dänischen König verwickelt. Später wurde Michael Volland zum General-Fiskal des Heiligen Römischen Reiches ernannt.

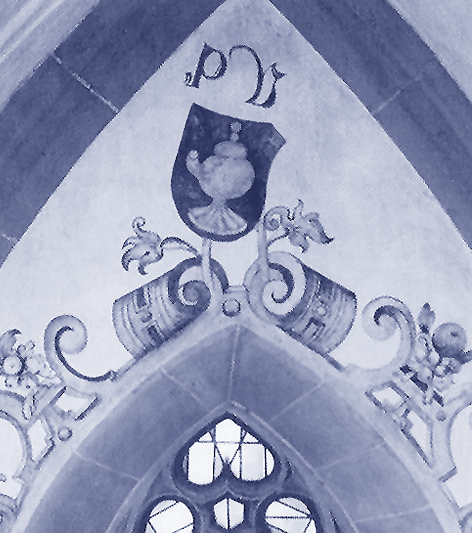
Ursprüngliches Wappen des Mäzens Philipp Volland im Chor des Grüninger Heilig-Geist-Spitals

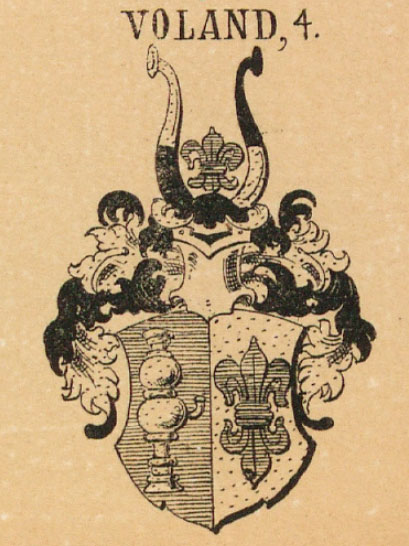
Stammwappen von Michael Voland (vor 1570)

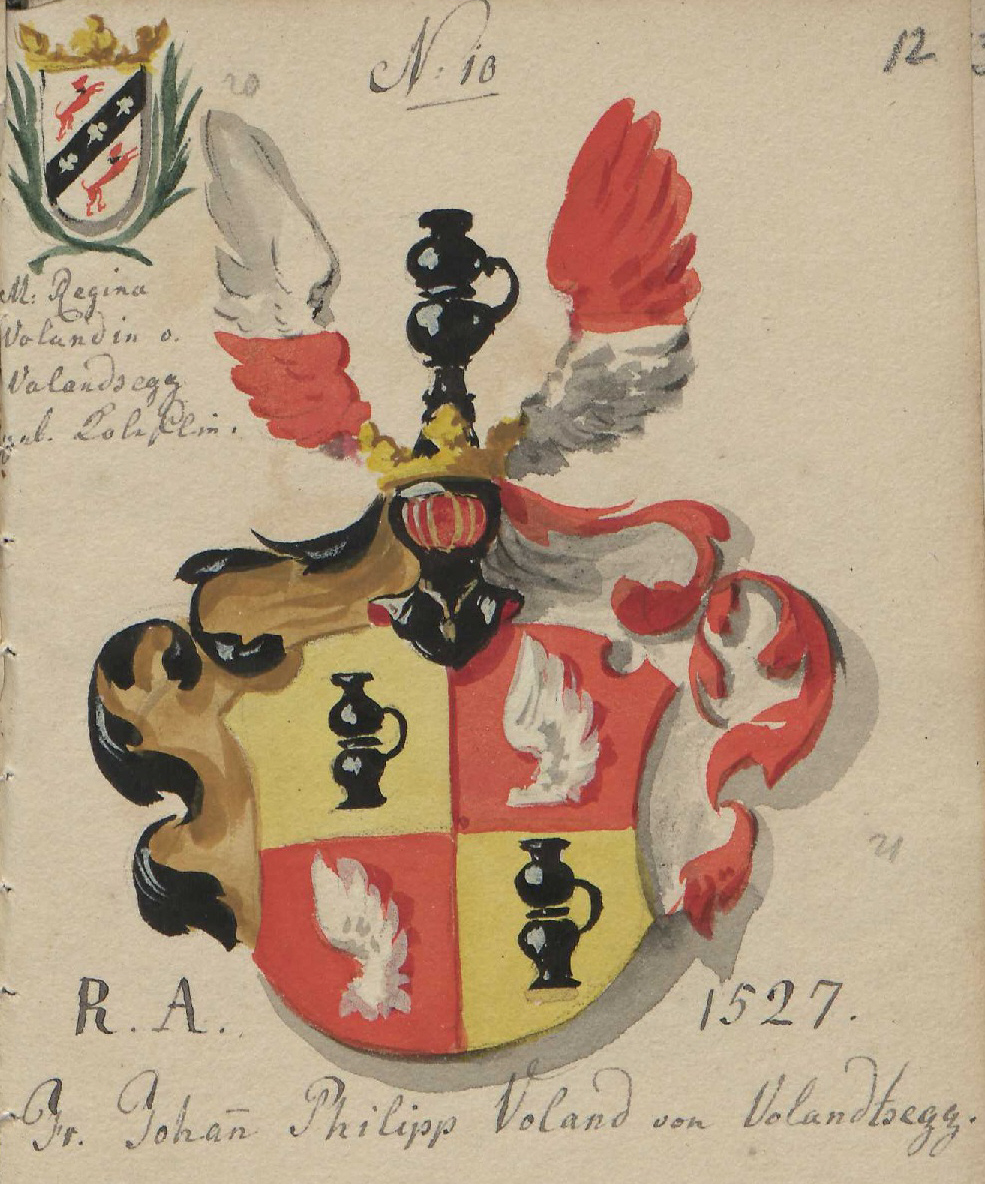
Gebessertes Wappen von Johann Philipp Voland von Volandtsegg (1527), das dem von Michael Volland nahezu gleicht

## Nobilitierung und Wappen
Michael Volland erhielt vom Kaiser Maximilian II. durch Diplom d.d. Speyer 23. August 1570 den rittermäßigen Reichsadelsstand mit Wappenbesserung, den Privilegien des Freisitzrechtes, kaiserlichen Schutz und Schirm, Salva Guardia sowie das persönliche Palatinat. Dieser Pfalzgrafentitel beinhaltete das Recht, mit Zustimmung des Kaisers weitere Personen in den Adelsstand zu erheben bzw. an bürgerliche Familien Wappen zu verleihen. Belegt ist die Verleihung des bürgerlichen Wappens an die fränkische Familie Strebel durch seine Person im Jahre 1574.
Stammwappen
Michael Volland siegelte bis zur Nobilitierung im Jahre 1570 mit dem gebesserten Wappen seines Großvaters Philipp Volland. Dieses Wappen wird wie folgt beschrieben: Vorn in Blau ein goldener Schenkenbecher, hinten in Gold eine blaue Lilie. Auf dem Helm zwischen zwei gold-schwarz geteilten Büffelhörnern eine blaue Lilie. Die Decken sind schwarz-gold.
Erweitertes Wappen 1570
Sein gebessertes Wappen war gevierteilt und wurde im Wappenbrief so beschrieben:
1 und 4 in gold ein schwarzer Schenkenbecher, 2 und 3 in rot ein silberner Flug. Auf dem Helm ein schwarzer Schenkenbecher zwischen 2 rot-schwarz und schwarz-rot geteilten Flügen. Bis auf die weiß-roten statt schwarz-roten Flüge des Helms gleicht es dem Wappen der Ravensburger Volland von Vollandseck.